# Jussarupt
Jussarupt es una comuna francesa situada en el departamento de Vosgos, en la región de Gran Este.

## Demografía
| 321 | 327 | 282 | 284 | 277 | 268 | 268 |
| Para los censos de 1962 a 1999 la población legal corresponde a la población sin duplicidades (Fuente: INSEE [Consultar]) |     |     |     |     |     |     |